# Евроатлантизм

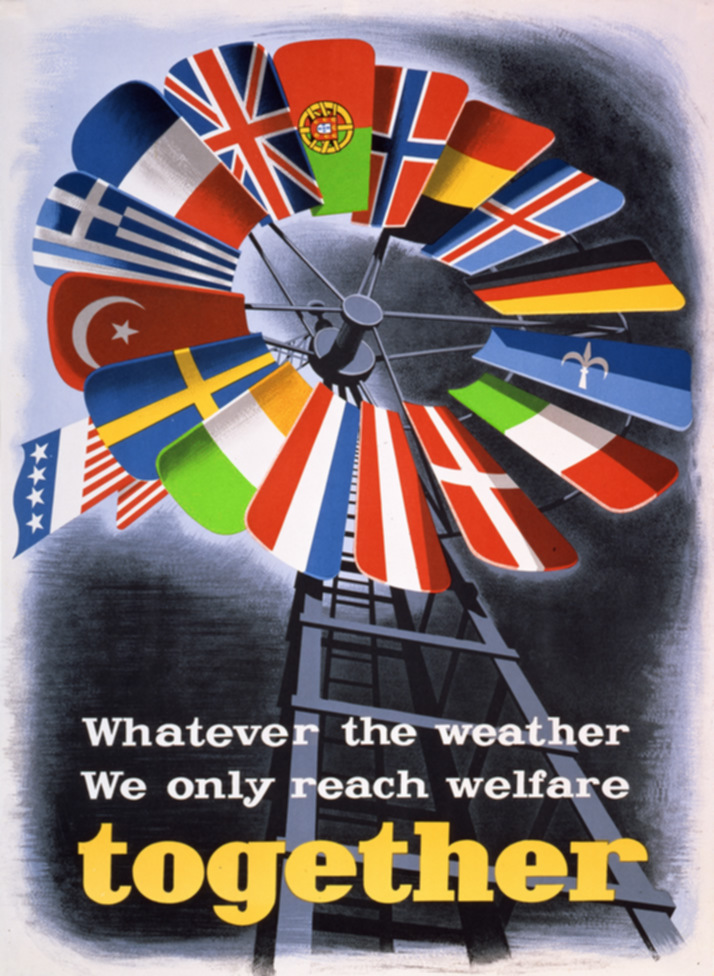
Плакат правительства США, который оказал влияние на связывание Европы с Северной Америкой после Второй мировой войны в контексте Холодной войны

Евроатланти́зм, также известный как «трансатланти́зм» — геополитическая философия политического, экономического и военного сближения государств Северной Америки и Европы под общими ценностями демократии, индивидуализма, свободы и верховенства права. Термин происходит от названия Атлантического океана, который отделяет Северную Америку от Европы.
Философия наиболее сильно проявила себя во время Второй мировой войны и после неё в результате создания различных евроатлантических институтов, в первую очередь НАТО и плана Маршалла.
Евроатлантизм различается по силе поддержки от региона к региону и от страны к стране, в зависимости от различных исторических и культурных факторов. Атлантизм часто считается особенно сильным в Восточной и Центральной Европе и Соединенном Королевстве. С политической точки зрения, оно, как правило, наиболее ассоциировалось с классическими либералами или политическими правыми в Европе. Атлантизм часто подразумевает близость к американской политической или социальной культуре (или близость Америки к Европе), а также исторические связи между двумя континентами.

## История

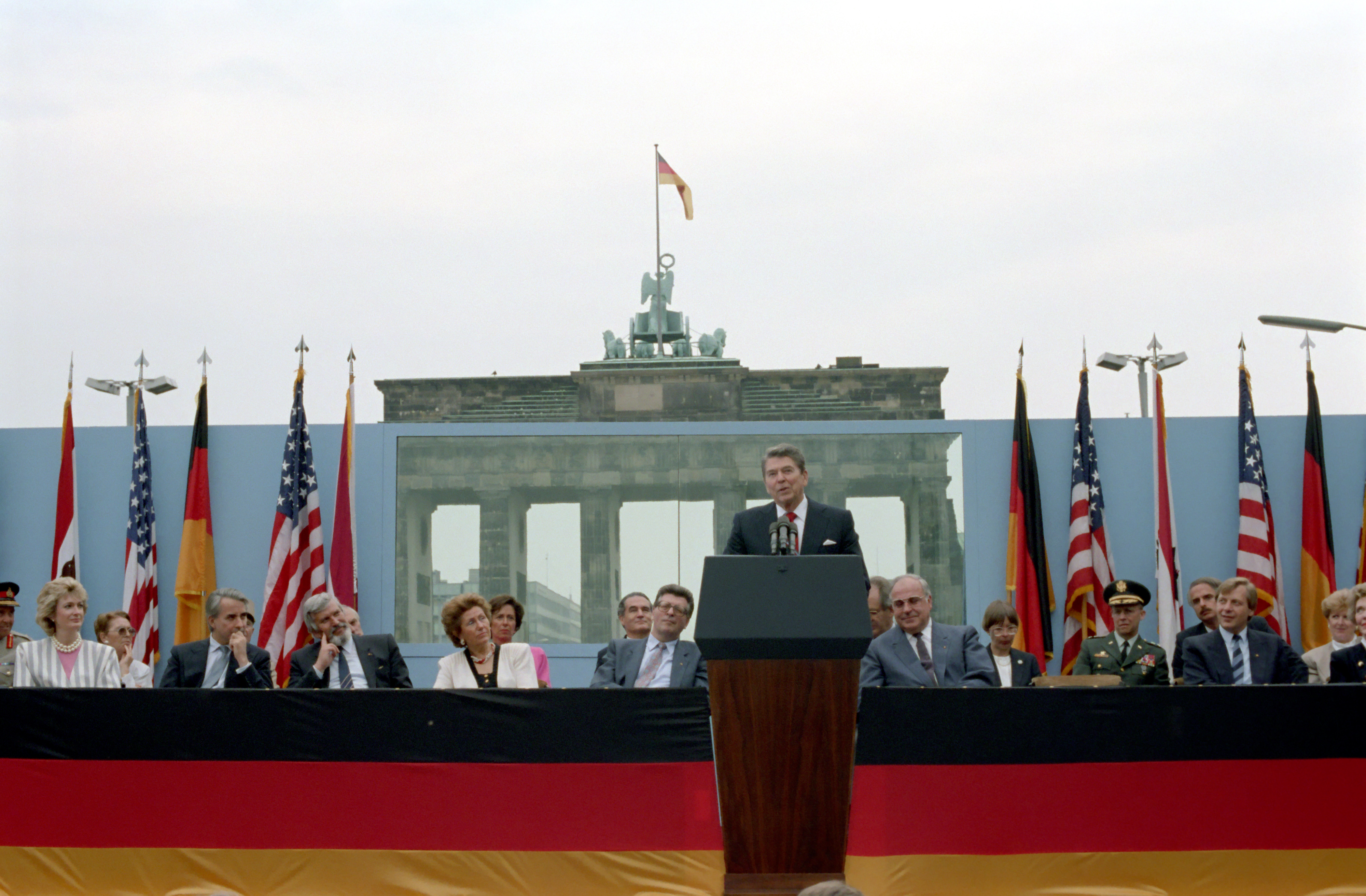
Рональд Рейган выступил в Берлине в 1987 году («Снесите эту стену!») c Хельмутом Колем, канцлером Германии. Рейган был убежденным атлантистом.

Теория атлантизма зародилась в конце Второй мировой войны. Её основоположником считается английский географ и геополитик Хэлфорд Маккиндер. На основе этой идеи был запущен план Маршалла, а в 1949 году был основан военно-политический блок НАТО, целью которого стало предотвращение распространения советского влияния на территорию Западной Европы.
До мировых войн западноевропейские страны, как правило, были поглощены континентальными проблемами и созданием колониальных империй в Африке и Азии, а не отношениями с Северной Америкой. Точно так же Соединенные Штаты были заняты внутренними проблемами и вмешательством в Латинской Америке и мало интересовались европейскими делами, и Канада, несмотря на получение статуса самоуправляемого доминиона через Конфедерацию в 1867 году, ещё не имела полной внешнеполитической независимости.
Опыт военных действий американских и канадских войск вместе с британскими, французскими и другими европейскими солдатами во время мировых войн в Европе коренным образом изменил эту ситуацию. Хотя США (и в некоторой степени Канада) заняли более изоляционистскую позицию между войнами, ко времени высадки в Нормандии союзники были хорошо интегрированы во все направления политики. Атлантическая хартия 1941 года, провозглашенная президентом США Франклином Д. Рузвельтом и британским премьер-министром Уинстоном Черчиллем, определила цели союзников в послевоенном мире, а затем была принята всеми западными союзниками. После Второй мировой войны западноевропейские страны стремились убедить США продолжать участвовать в европейских вопросах, чтобы удержать любую возможную агрессию со стороны Советского Союза. Это привело к появлению в 1949 году «Североатлантического договора», в соответствии с которым была учреждена Организация Североатлантического договора (НАТО), главного институционального следствия атлантизма, который обязывает всех членов защищать других, и привел к долгосрочному гарнизону американских и канадских войск в Западной Европе.
После окончания Холодной войны отношения между США и Европой коренным образом изменились. Без угрозы доминирования Советского Союза, Европа стала гораздо менее приоритетной для США, и, аналогично, она больше не ощущала потребности в военной защите. В результате отношения потеряли большую часть своего стратегического значения.
В XXI веке, когда изначальная причина появления атлантизма уже не существует, эта философия приобрела новый оттенок в свете американской «Войны против терроризма». С 1991 года НАТО разрослось с 16 до 29 участников, поскольку практически все государства распавшегося Варшавского договора вошли в Североатлантический альянс. Глобальные политические изменения конца 1980-х — начала 1990-х привели к тому, что философия атлантизма на государственном уровне сегодня исповедуется больше в странах Восточной Европы, тогда как в Западной начинают преобладать панъевропейские идеи.

## Идеология
Евроатлантизм — это вера в необходимость сотрудничества между Северной Америкой и Европой. Этот термин может подразумевать убеждение, что важность двусторонних отношений между Европой и Соединенными Штатами превосходит внутриевропейское сотрудничество, особенно когда речь идет о вопросах безопасности.
Наднациональная интеграция североатлантического региона стала предметом дискуссии среди интеллигенции по обе стороны Атлантики уже в конце 19-го века. Хотя в то время идеология не была известна как атлантизм (этот термин был придуман в 1950 году), был разработан подход, объединяющий мягкую и жесткую силу, который в некоторой степени интегрировал бы две стороны Атлантики. Идея могущественного объединения была элементом мягкой силы; практически, факт гегемонистской глобальной силы, которую мог бы иметь такой союз, был элементом жесткой силы. Этот подход в конечном итоге был реализован в некоторой степени в форме НАТО, G7 и других евроатлантических институтах. В длительных дебатах между сторонниками атлантизма и его критиками в XX веке главным вопросом было влияние, которое окажет такая интеграция: привлечет другие страны, как утверждали атлантисты, или введет остальной мир в противоположные альянсы.
Отдельные националистические партии и движения стран Европы проповедуют идеологию антиатлантизма, осуждая попытки сближения Европы с США под покровительством НАТО и требуя полностью пересмотреть подход к подобным отношениям.